# Olympische Sommerspiele 1960/Teilnehmer (Uruguay)
| Gelbes Symbol für Goldmedaillen mit stilisierten Olympischen Ringen | Graues Symbol für Silbermedaillen mit stilisierten Olympischen Ringen | Braundes Symbol für Bronzemedaillen mit stilisierten Olympischen Ringen |
| ------------------------------------------------------------------- | --------------------------------------------------------------------- | ----------------------------------------------------------------------- |
| —                                                                   | —                                                                     | —                                                                       |

Uruguay nahm an den Olympischen Sommerspielen 1960 in der italienischen Hauptstadt Rom mit einer Delegation von 34 männlichen Sportlern teil.

## Teilnehmer nach Sportarten

### Basketball
- Herrenteam
8. Platz

- Kader
Carlos Blixen
Danilo Coito
Edison Ciavattone
Héctor Costa
Manuel Gadea
Milton Scarón
Nelson Chelle
Raúl Mera
Sergio Matto
Waldemar Rial
Washington Poyet
Adolfo Lubnicki

### Boxen
- Gualberto Gutiérrez
Leichtgewicht: 17. Platz

- Roberto Martínez
Weltergewicht: 33. Platz

- Pedro Votta
Halbschwergewicht: 9. Platz

### Fechten
- Juan Paladino
Florett, Einzel: Vorrunde
Säbel, Einzel: 2. Runde

- Teodoro Goliardi
Säbel, Einzel: Viertelfinale

### Leichtathletik
- Fermín Donazar
Weitsprung: 23. Platz in der Qualifikation

### Radsport
- Rubén Etchebarne
Straßenrennen, Einzel: DNF
4000 Meter Mannschaftsverfolgung: Vorläufe

- Rodolfo Rodino
Straßenrennen, Einzel: DNF
4000 Meter Mannschaftsverfolgung: Vorläufe

- Juan José Timón
Straßenrennen, Einzel: DNF
4000 Meter Mannschaftsverfolgung: Vorläufe

- Alberto Velázquez
Straßenrennen, Einzel: DNF
4000 Meter Mannschaftsverfolgung: Vorläufe

- Luis Serra
1000 Meter Zeitfahren: 14. Platz

### Reiten
- Germán Mailhos
Springreiten, Einzel: 20. Platz
Springreiten, Mannschaft: Kein Ergebnis

- Rafael Paullier
Springreiten, Einzel: 24. Platz
Springreiten, Mannschaft: Kein Ergebnis

- Carlos Colombino
Springreiten, Einzel: 30. Platz
Springreiten, Mannschaft: Kein Ergebnis

### Rudern
- Paulo Carvalho
Doppelzweier: Halbfinale

- Mariano Caulín
Doppelzweier: Halbfinale

- Luis Aguiar
Zweier mit Steuermann: Halbfinale

- Gustavo Pérez
Zweier mit Steuermann: Halbfinale

- Raúl Torrieri
Zweier mit Steuermann: Halbfinale

### Segeln
- Horacio García
Drachen: 19. Platz

- Gonzalo García
Drachen: 19. Platz

- Víctor Trinchín
Drachen: 19. Platz